# Trogirsko-rogoznička četa
Trogirsko-rogoznička četa bila je hrvatska partizanska četa u sastavu NOP i DVJ formirana 27. ožujka 1942. u selu Kotelja od prvih partizana – ilegalaca primoštenskog, rogozničkog i trogirskog kraja, kojima se kasnije pridružuju i ilegalci s otoka Visa i Biševa.
Imala je zadatak da politički djeluje na lokalnom terenu, da priprema narod za predstojeću borbu i vrši agitaciju protiv okupatora i domaćih izdajnika.

## Pozadina
Sredinom veljače 1942. na sastanku PK KPH za Dalmaciju u Splitu odlučeno je da se formira Rajonski komitet KPH Trogir pod neposrednim rukovodstvom Kotarskog komiteta KPH Solin. Sredinom ožujka odlučeno je da se od postojeće partizanske grupe na terenu Šibenik – Rogoznica – Primošten – Trogir oformi vojna jedinica – partizanska četa s komandom na čije čelo se postavlja Ante Roje Levaj.

## Formiranje
Četa je formirana u zaseoku Šarića Kotelja, selo Kotelja. Prvi sastav brojio je 49 boraca koji su položili zakletvu ispred partizanske zastave sa srpom i čekićem. 
Naoružanje se sastojalo uglavnom od pušaka, jednog puškomitraljeza, nešto pištolja i ručnih bombi od bivše kraljevske jugoslavenske vojske, do kojeg se dolazilo političkim radom po selima od seljaka, a i pojedini borci donosili su ga sa sobom.

## Borbeni put čete

### Ožujak 1942.
U organizaciji obavještajne službe istakli su se Jozo Lozovina Mosor i Marko Skorin Maleni koji su u Rajonskom komitetu KPH Trogir i Sektorskom komitetu KPH Primošten bili odgovorni za rad obavještajne službe na cijelom terenu. Todor Dučić Jadran je u komandi čete bio odgovoran kao rukovodilac obavještajne službe.
U ožujku se usporedo s organizacijom obavještajne službe započinje i s organiziranjem seoskih straža kojima je zadaća bila čuvati sela od iznenadnog napada neprijatelja.
Uskoro se počelo živjeti zajedno s okolnim narodom – seljacima koji su u većini slučajeva prihvaćali borce i osiguravali im smještaj i prehranu koliko su to bili u mogućnosti, te učestvovali u seoskim stražama.

### Travanj 1942.
U travnju su se naoružane grupe boraca već slobodno kretale kroz pojedina sela posebno kroz ona marinske kotline i nekim zaseocima primoštenskog kraja.
Maksimilijan Baće Milić je sredinom travnja u Splitu na tajnom sastanku dao upute komandi čete da je potrebno vježbati, vojnički i borbeno se osposobljavati odlazeći uz vojne akcije, rušiti komunikacije na potezu Trogir – Šibenik, a uz to se pripremati i na skoru akciju napada na vlak kojim bi Talijani trebali odvesti Radu Končara i drugove iz Splita u Šibenik, do čega ipak nije došlo jer su Končar i drugovi bili prebačeni morskim putem 19. svibnja 1942.
Sanitetska potpora osigurana je tajnim kanalima preko dr Nike Bratanića, liječnika iz Trogira i dr Milutina Šljivara, liječnika iz Primoštena koji su liječili partizane i propisivali im lijekove na lažna imena, a u nekim selima bile su organizirana i tajna prihvatilišta za ranjenike i bolesnike.
Jozo Lozovina Mosor kaže: "Već u travnju i svibnju 1942. Trogirsko-šibenski odred pod komandom druga komandira Ante Roje i komesara Nikole Repanića kretao se sektorom i njihova pojava je utjecala ne samo na moral naroda nego i na dizanje svijesti i pravilnog shvaćanja borbe što je za sam odred tada bio jedan od osnovnih zadataka. Naši ljudi koji su mnogo čuli i čitali o borbama u ostalim krajevima Jugoslavije, sada su imali priliku da ih vide i da razgovaraju s tim prvoborcima."
12. travnja izvršen je napad na autobus kojim je iz Primoštena jedna grupa talijanskih pristaša odlazila na proslavu fašističke obljetnice u Zadar.
Komanda čete sa svojim 2. vodom najviše se zadržavala u Koteljima i na okolnim čukama gdje je i bilo najviše izgrađenih skloništa a posebno su se zadržavali kod starog Lovre Goleša Bugarina koji je često govorio komandiru Roji: " druže komandiru ja znam da će moja kuća gorjeti, ali znam da će se znati a vjerojatno i pisati da je tu bio Prvi partizanski odred."
Također je, na inicijativu Joze Lozovine Mosora izvršena akcija u trogirskom brodogradilištu gdje su zapaljena 3 drvena broda koja su se gradila za Talijane.
Štab Dalmatinsko-dinarskih NOPO upućuje krajem travnja prigovor komandi čete u kojem pita zašto se ne vrše akcije te napominje da s njima treba što prije otpočeti.
Iz samog grada Trogira i Čiova, gdje zbog oportunizma i konformizma komunističkog vodstva dugo nije bilo odaziva dobrovoljaca za partizane, prvi dobrovoljci dolaze tek krajem travnja i početkom svibnja iste godine.

### Svibanj 1942.
Dana 1. svibnja bila je organizirana proslava Praznika rada u svim selima na najsvečaniji način ispisivanjem parola na svim mjestima te isticanjem crvenih zastava a posebno je dominirala ona na zvoniku sv. Ilije iznad Segeta. Po brdima i uzvisinama paljene su vatre koje su davale efekt crvenog neba a održavani su i javni zborovi, njih oko 40.
Početkom svibnja u selima Marinske kotline bilo je sakupljeno i predano četi 40 pušaka, 2 pištolja i oko 9000 metaka. Nešto oružja i streljiva dobilo se iz Dubrave kraj Šibenika, Lepenice, Rogoznice i Bristivice od seljaka koji ga ranije nisu htjeli predati objašnjavajući da je to za njih i da će oni ići u partizane kada bude opći ustanak.
U zoru 4. svibnja u uvalu Sićenica kraj Sevida pristigli su prvi dobrovoljci, njih 9 – s otoka Visa. 
Polovicom svibnja upućena je za Dinaru prva grupa od 7 boraca.
Dana 17. svibnja nekoliko boraca na cesti u Gornjem Segetu izvršili su akciju uništavanja talijanske drobilice kojoj su skinuli dva kožna remena koji su bili iskorišteni za pravljenje i popravak obuće.
Dana 19. svibnja u pravcu Segeta na cesti oduzeto je 20 – 25 kg dinamita, 6000 metara upaljačke žice, 10 kg brašna, 1 geometarski aparat, 12 litara benzina, 2 remena za drobilicu, sanitetski materijal, kancelarijski materijal i spisi. S 4 radnika iz okolice Sinja koji su zatečeni u baraci obavljen je razgovor te su pušteni a ostalo je uništeno.
Odmah nakon formiranja čete pristupilo se i izgradnji specijalnih skloništa – bunkera, koji su se pokazali ispravnim postupkom nakon talijanske racije od 21. – 22. svibnja 1942. kada je preko 1000 talijanskih vojnika češljalo teren nakon nestanka glavara sela Mitlo-Vinovac Jure Žaje koji je smaknut kao talijanski agent i suradnik.
Nakon smaknuća Jure Žaje koji se presvukao u žensku odjeću i sakrio u bačvu, njegov brat i glavar sela Lepenica otišli su Talijanima prijaviti slučaj gdje su dali svoja saznanja i o lokaciji partizana. Talijani su dovezli u Marinu 18 kamiona vojske i 10 bornih kola, pretraživana je šuma te je pucano po okolnim brdima. Talijanska torpiljarka iz marinske vale ispalila je iz topa oko 50 metaka u jedno brdo a zatim se povukla. Prvi dan je došlo 600 – 700 Talijana, a sutradan oko 400.
Zapaljeno je nekoliko poljskih kućica, vršeni su pretresi i istraživanja.
Druga grupa od 35 dobrovoljaca s Visa i Biševa stigla je 25./26. svibnja. Svi su prebačeni iz uvale preko ceste Trogir – Šibenik i Sapinih Doca za Kotelja.
Druga talijanska blokada bila je od 28. – 29. svibnja u jačini od 2000 – 2500 Talijana. Započeta je blokadom od Marine te pretraživanjem šume terena Rogoznice i Marine. Zapaljeno je i opljačkano jedno selo s 4 familije i 6 kuća te su zapaljene kućice za logorovanje.

### Lipanj 1942.
Nakon napada sjevernodalmatinskih partizana na talijanske kamione i prugu Zadar – Split, Talijani uvode praksu da kamioni i automobili u Trogiru i Šibeniku trebaju čekati autobusnu prugu te tad u koloni krenuti u pratnji vojnih bornih kola.
U noći 01./02.lipnja 3. vod na čelu s Ivicom Furčićem Mikulom uz pomoć seljaka vrši akciju na telegrafske stupove na terenu Grebaštice i Jelinjaka u pravcu Šibenika, srušivši 45 stupova.
3. lipnja vrši se akcija na telegrafske stupove na terenu Segeta, 51 srušeni stup, skupa sa seljacima Gornjeg i Donjeg Segeta te se prekida u potpunosti veza Splita i Šibenika jer su stupovi rušeni i na gornjoj i na donjoj cesti prema Šibeniku. 
Iste noći komanda 1. voda bez dozvole i znanja komande čete upada kod jednog bogatog seljaka, a na prijedlog Vinka Guine Dinama i jednog terensko-političkog radnika pod motivacijom da je seljak talijanski špijun te da ima oružje pa ga zbog toga treba kazniti, međutim oružje nije nađeno a seljak je samo upozoren uz oduzimanje nešto hrane kao priloga.
U noći 7./8. lipnja borci 1. voda uz učešće okolnih seljaka prepilili su 21 telefonski stup na cesti Trogir – Divulje. 
Krajem svibnja već je bilo preko 100 boraca u sastavu čete te se zatražilo od Štaba Dalmatinsko-dinarskih NOP odreda da jave daljnje smjernice u vezi narednih zadaća.
Od PK KPH za Dalmaciju dobiven je dopis datiran s 21. travnja u kojem se kaže da na terenu ostane samo četa od 40 – 50 boraca, te je odlučeno da se otpočne sa slanjem boraca za Dinaru prema Štabu Dalmatinsko-dinarskih NOP odreda. Posebno stoga što sam teren nije bio pogodan za zadržavanje većeg broja boraca koji bi se upuštali u frontalne borbe već samo za gerilske i ekonomske akcije.
U selima tzv. gornje Zagore još je trebalo politički raditi da se seljake pridobije za NOP, posebno sela koja su ostala u sastavu tzv. NDH.
Druga grupa od 22 borca krenula je 08. lipnja preko Segeta, Trogirskog i Kaštelanskog polja preko Solina za Dinaru.
Za otvaranje novog kanala preko Bristivice, Prapatnice i Prgometa u pravcu Moseća najzaslužniji su Ivan Pavković Smokva i Mile Jurjević Čoban koji su se kao kuriri prvi probili tim kanalom., usprkos teškoći ostvarivanja pošto je dio stanovništva sela koja su potpala pod NDH bio pod jakom ustaškom propagandom.
Oko 11. lipnja komandir Ante Roje Levaj vratio se s vojno-političkog savjetovanja koje je bilo održano od 4. – 6. lipnja pri Štabu 4. operativne zone na Vještić gori, te je donio naređenje da se odmah s čitavom četom krene prema Dinari.
Prema planu četa je trebala da 13. lipnja krene iz Kotelja te se koncentrira na području Dinare s Mosorskom četom (50 ljudi).
Pošto je narod počeo dolaziti i žestoko protestirati u logor čete jer da će ostati nezaštićen od Talijana, a i pošto su se očekivale nove grupe dobrovoljaca s Visa, Šolte i Drvenika, komanda čete je u dogovoru s partijskim organizacijama i uz odobrenje nadređenih struktura odlučila da na tom terenu ipak ostavi jednu ojačanu desetinu boraca sa zadatkom da nastavi s političkim radom po selima, prikuplja nove dobrovoljce te održava vezu s otocima, učvrsti veze na novome kanalu za Moseć te organizira nove čete partizana i otprema ih kanalom preko Prgometa.
13. lipnja 2. i 3. vod su napustili Kotelja te krenuli prema Bristivici i Gornjem Segetu gdje su se spojili s 1. vodom koji je na tom dijelu terena bio lociran.
13., 14. i 15. lipnja četi se priključuje još nekolicina boraca s područja Marinske kotline, Gornjeg Segeta i još nekih sela. Za Dinaru se krenulo sa 109 boraca.
Na punktu na Moseću četa se sastala s Mosorskom četom koja je pod vodstvom Srećka Reića Petice također kretala za Dinaru.
Na Moseću je četa imala i svoje prvo ozbiljno vatreno krštenje u borbi koju je vodila zajedno s Mosorskom četom protiv ustaša i oružnika iz Muća i Ogorja, koji su ujutro 18. lipnja krenuli da napadnu partizanski punkt na Moseću.
Borba je započela u šumi zvanoj Granića staje udaljenoj oko 4 km od Muća te trajala negdje do iza 1200 sati uz poteškoće zbog dijela nenaoružanog ljudstva kao i neprikladne obuće pojedinaca iz Splita te nošenih kanti i mješina s maslinovim uljem. 
Borba završava oko 1200 sati te ustaše i oružnici bježe i ostavljaju 2 mrtva i 4 ranjena. Među poginulima se nalazio Elez, ustaški organizator u Ogorju.
Veliki župan Velike župe Cetina sa sjedištem u Omišu – Luetić u svom izvješću MUP-u NDH piše: " Da je partizana bilo oko150....da su bili obučeni u razna odijela, miješano vojnička, građanska i seljačka, a naoružani strojnicama, bombama i puškama."
Do odlaska na Dinaru u lipnju 1942. u sastavu čete bilo je ukupno 168 boraca, od toga 57 članova KP, 60 članova SKOJ-a i 9 kandidata za članove KP.
Od svih boraca u sastavu čete a koji su ostali nakon rata živi, njih 33 su nosioci Partizanske spomenice 1941 te dva Narodna heroja.

## Komanda čete
- Ante Roje Levaj, komandir
- Nikola Repanić Gandi, politički komesar

## Narodni heroji Trogirsko-rogozničke čete
- Ante Roje Levaj, komandir čete
- Jozo Lozovina Mosor, terensko-politički radnik

## Borbeni raspored
Nakon formiranja čete izvršena je raspodjela vodova po terenu kako slijedi :
- 1. vod – lociran na prostoru Marinske kotline prvenstveno uz sela Dograde, Gustirna, Pozorac, Svinca, Dubaščak, Najevi, Vrsine, Gornji Seget, Bristivica s osloncem na Jelinjak
- 2. vod s komandom čete – lociran na prostoru Rogoznica, Podorljak, Sapina Doca, Mitlo, Vinovac, Blizna, Ljubitovica, Prapatnica, Prgomet, Sratok, Primoštenski Dolac s osloncem na Vilaju
- 3. vod na prostoru Primošten, Grebaštica, Boraja, Lepenica, Perković, Slivno, Sitno s osloncem na Orlice.

## Alternativna imena
Ova četa se u dokumentima i literaturi različito nazivala:
- Primoštenska četa
- Rogoznička četa
- Primoštensko-rogoznička četa